# Waldemar Kuchanny
Waldemar Kuchanny (ur. 26 kwietnia 1966 w Tczewie, zm. 1 lipca 2024) – polski dziennikarz, satyryk, w latach 2023–2024 redaktor naczelny tygodnika „NIE”.

## Życiorys
Ukończył I Liceum Ogólnokształcące im. Marii Skłodowskiej-Curie w Tczewie. Następnie podjął studia z filologii polskiej na Uniwersytecie Gdańskim. 
W latach 1990–2001 pracował w redakcji trójmiejskiego oddziału Gazety Wyborczej, gdzie pełnił m.in. funkcję sekretarza redakcji. W tym czasie współpracował również z miesięcznikiem literackim „Przedproża”.
W 2002 rozpoczął pracę w tygodniku „NIE”, gdzie przez 10 lat pełnił funkcję wicenaczelnego. W maju 2023 został redaktorem naczelnym pisma, zastępując Jerzego Urbana.
Kuchanny cierpiał na raka trzustki; zmarł 1 lipca 2024. Tego samego dnia tygodnik „NIE” na swoich mediach społecznościowych poinformował o jego śmierci. Został pochowany na Cmentarzu Północnym w Warszawie (kwatera K-V-2, rząd 4, grób 72). 